# Lydella boscii
Lydella boscii là một loài ruồi trong họ Tachinidae.